# Maurice Thiriet
Maurice Charles Thiriet (Meulan-en-Yvelines, 1906. május 2. – Bracquemont, 1972. szeptember 28.) francia zeneszerző. Részt vett az 1948-as londoni nyári olimpia művészeti versenyén.

## Művei
Szimfonikus zenét, balettzenét és filmzenét is írt.

### Balettzene
| év   | cím                               |
| 1938 | La Nuit vénitienne                |
| 1942 | Noire et Blanche                  |
| 1946 | La Précaution inutile             |
| 1949 | L'Œuf à la coque                  |
| 1953 | Les Yeux de l'amour et du placard |
| 1953 | Héraclès                          |
| 1953 | Deuil en 24 heures                |
| 1955 | La Chambre noire                  |
| 1955 | La Reine des Iles                 |
| 1958 | Le Maure de Venise                |
| 1959 | Bonaparte à Nice                  |
| 1960 | Les Amants de Mayerling           |
| 1960 | La Chaloupée                      |
| 1964 | Othello                           |
| 1968 | La Dame blanche du cirque         |
| 1969 | A... comme arabesque              |

### Filmzene
| év   | eredeti cím                                                   | rendező                     | magyar cím                   |
| 1933 | Le voleur                                                     | Maurice Tourneur            |                              |
| 1933 | Il était une fois                                             | Léonce Perret               |                              |
| 1936 | Les amants terribles                                          | Marc Allégret               |                              |
| 1937 | La femme que j'aime                                           | Anatole Litvak              |                              |
| 1937 | Courrier Sud                                                  | Pierre Billon               |                              |
| 1938 | Adrienne Lecouvreur                                           | Marcel L'Herbier            | Perzselő szerelem            |
| 1938 | La plus belle fille du monde                                  | Dimitri Kirsanoff           |                              |
| 1942 | Rodin (dokumentumfilm)                                        | René Lucot                  |                              |
| 1942 | Les visiteurs du soir (a "Démons et Merveille" eredetije)     | Marcel Carné                | A sátán követei              |
| 1942 | L'homme qui joue avec le feu                                  | Jean de Limur               |                              |
| 1942 | La nuit fantastique T-003.288.716.3                           | Marcel L’Herbier            | Szédült éjszaka              |
| 1943 | Bâtir (dokumentumfilm)                                        | André Gillet                |                              |
| 1943 | Vautrin                                                       | Pierre Billon               |                              |
| 1943 | Le secret de Madame Clapain                                   | André Berthomieu            |                              |
| 1943 | Les Roquevillard                                              | Jean Dréville               |                              |
| 1943 | Le loup des Malveneur                                         | Guillaume Radot             |                              |
| 1943 | Une étoile au soleil                                          | André Zwoboda               |                              |
| 1944 | Le bal des passants                                           | Guillaume Radot             |                              |
| 1944 | L'ange de la nuit                                             | André Berthomieu            |                              |
| 1945 | Paméla                                                        | Pierre de Hérain            |                              |
| 1945 | Les enfants du paradis T-703.145.179.5                        | Marcel Carné                | Szerelmek városa             |
| 1946 | Cricri, Ludo et l'orage (rövidfilm)                           | Antoine Payen               |                              |
| 1946 | Les enfants du ciel (rövidfilm)                               | V. de Quiche, René Risacher |                              |
| 1946 | Pas si bête T-003.047.562.7                                   | André Berthomieu            |                              |
| 1946 | L'affaire du collier de la reine                              | Marcel L'Herbier            |                              |
| 1946 | L'homme au chapeau rond                                       | Pierre Billon               |                              |
| 1946 | L'idiot                                                       | Georges Lampin              | A félkegyelmű                |
| 1947 | Chemins sans loi                                              | Guillaume Radot             |                              |
| 1947 | La kermesse rouge                                             | Paul Mesnier                | Tűz a bazárban               |
| 1947 | Le bataillon du ciel                                          | Alexander Esway             |                              |
| 1948 | Le sommeil des hommes (dokumentumfilm)                        | Albert Guyot                |                              |
| 1948 | Le destin exécrable de Guillemette Babin                      | Guillaume Radot             |                              |
| 1948 | Trois garçons, une fille                                      | Maurice Labro               |                              |
| 1948 | La figure de proue                                            | Christian Stengel           |                              |
| 1948 | Éternel conflit                                               | Georges Lampin              |                              |
| 1949 | Portrait d'un assassin                                        | Bernard-Roland              |                              |
| 1949 | La louve                                                      | Guillaume Radot             |                              |
| 1949 | Du Guesclin                                                   | Bernard de Latour           |                              |
| 1949 | Une si jolie petite plage T-702.313.673.6                     | Yves Allégret               | Szép kis fürdőhely           |
| 1950 | Mystère à Shanghai                                            | Roger Blanc                 |                              |
| 1950 | Cartouche, roi de Paris                                       | Guillaume Radot             |                              |
| 1951 | Anone (dokumentumfilm)                                        | Jacques Berr                |                              |
| 1951 | L'anglais tel qu'on le parle (rövidfilm)                      | Jean Tédesco                |                              |
| 1951 | Le paradis retrouvé (rövidfilm)                               | Pierre Céria                |                              |
| 1951 | Une chasse à courre (rövidfilm)                               | Dimitri Kirsanoff           |                              |
| 1951 | Passion                                                       | Georges Lampin              |                              |
| 1951 | Napoléon Bonaparte, empereur des Français (TV dokumentumfilm) | Jean Tédesco                |                              |
| 1952 | Antipodistes et funambules (dokumentumfilm)                   | Rodolphe Marcilly           |                              |
| 1952 | Arabesques et pirouettes (dokumentumfilm)                     | Rodolphe Marcilly           |                              |
| 1952 | Dans la cage et dans le ciel (dokumentumfilm)                 | Rodolphe Marcilly           |                              |
| 1952 | Échelles mobiles et pachydermes (dokumentumfilm)              | Rodolphe Marcilly           |                              |
| 1952 | Pyramides et trapèzes (dokumentumfilm)                        | Rodolphe Marcilly           |                              |
| 1952 | Quadrupèdes et plantigrades (dokumentumfilm)                  | Rodolphe Marcilly           |                              |
| 1952 | Fanfan la Tulipe                                              | Christian-Jaque             | Királylány a feleségem       |
| 1952 | La maison dans la dune                                        | Georges Lampin              |                              |
| 1953 | Ben-Hur dans la fosse aux lions (dokumentumfilm)              | Rodolphe Marcilly           |                              |
| 1953 | Centaures et pastiche (dokumentumfilm)                        | Rodolphe Marcilly           |                              |
| 1953 | Des pattes et des muscles (dokumentumfilm)                    | Rodolphe Marcilly           |                              |
| 1953 | Le puits aux miracles (rövidfilm)                             | Georges Lampin              |                              |
| 1953 | Sauteurs et dompteurs (dokumentumfilm)                        | Rodolphe Marcilly           |                              |
| 1953 | Thérèse Raquin                                                | Marcel Carné                |                              |
| 1953 | Lucrèce Borgia                                                | Christian-Jaque             |                              |
| 1953 | Les amours finissent à l'aube                                 | Henri Calef                 |                              |
| 1953 | Suivez cet homme                                              | Georges Lampin              |                              |
| 1954 | L'air de Paris                                                | Marcel Carné                | Párizs levegője              |
| 1954 | Le grand jeu                                                  | Robert Siodmak              |                              |
| 1956 | Crime et châtiment                                            | Georges Lampin              | Bűn és bűnhődés              |
| 1957 | Retour de manivelle                                           | Denys de La Patellière      | Mindennek ára van            |
| 1957 | En direct de... (TV sorozat egyik része)                      | többen                      | tévéfilm sorozat (1956-1971) |
| 1958 | Les grandes familles T-003.251.894.7                          | Denys de La Patellière      | A nagy családok              |
| 1958 | La Tour, prends garde!                                        | Georges Lampin              | La Tour színrelép            |
| 1958 | Thérèse Étienne                                               | Denys de La Patellière      |                              |
| 1959 | Les yeux de l'amour                                           | Denys de La Patellière      | Szerelemmel látni            |
| 1961 | Il suffit d'aimer                                             | Robert Darène               |                              |
| 1961 | 1-2-3-4 ou Les collants noirs (dal: "Deuil en 24 heures")     | Terence Young               |                              |
| 1966 | Avec Claude Monet (dokumentumfilm)                            | Dominique Delouche          |                              |
| 1972 | Figaro-ci, Figaro-là (TV-film)                                | Hervé Bromberger            |                              |
| 1991 | Jacquot de Nantes (dal: "Démons et Merveilles")               | Agnès Varda                 | A nantes-i Jacquot           |

 Részletek: IMDB